# La fuerza de un silencio
La fuerza de un silencio (Casals, la força d'un silenci o Pau, la força d'un silenci en catalán) es una película dramática española para la televisión de 2017. Dirigida por Manuel Huerga y protagonizada por Joan Pera, está basada en la vida del violonchelista Pau Casals. Fue nominada a Mejor película para la televisión en los Premios Gaudí de 2018.
La película ha sido coproducida por TV3, Minoría Absoluta y Euskal Telebista. Fue estrenada en el FIC-CAT el 6 de junio de 2017. El telefilme iba a ser estrenado al público en TV3 el 27 de octubre de 2017, pero debido a la Proclamación de la República Catalana no se realizó dicha emisión, reprogramándose el estreno para el día 3 de noviembre del mismo año.

## Argumento
Pau Casals vive exiliado en Prada de Conflent, una zona controlada por la Gestapo, desde donde intenta ayudar a las familias republicanas también exiliadas. Una vez finalizada la guerra, Casals espera que los Aliados ayuden a poner fin a la dictadura franquista. Pero esto no sucede con lo cual Casals decide no ofrecer ningún concierto mientras gobierne Franco.
En 1950 Pierre, un alumno francés, intentará convencer al músico para que aparque su protesta y ofrezca un concierto que sirva como un llamamiento al mundo sobre la dictadura en España. Ese mismo año se celebra el bicentenario de la muerte de Bach, músico del cual Casals es la máxima autoridad. Esto sirve de excusa para que un grupo de discípulos y amigos del violonchelista ayuden a Pierre en su empeño.

## Premios y nominaciones
| Año  | Festival                                           | Categoría                                   | Nominado                 | Resultado | Ref.   |
| ---- | -------------------------------------------------- | ------------------------------------------- | ------------------------ | --------- | ------ |
| 2018 | Premios Gaudí                                      | Mejor película para la televisión           | La fuerza de un silencio | Nominada  | [ 9 ]  |
| 2018 | Festival Internacional de Televisión de Montecarlo | Mejor actor en un largo programa de ficción | Joan Pera                | Ganador   | [ 10 ] |
| 2018 | Festival Internacional de Televisión de Montecarlo | Mónaco Red Cross Price                      | La fuerza de un silencio | Ganadora  | [ 11 ] |